# Baeocera pubiventris
Espèce
Baeocera pubiventris est une espèce de coléoptères de la famille des Staphylinidae et de la sous-famille des Scaphidiinae.

## Répartition et habitat
Cette espèce est décrite de Thaïlande, mais également connue d'Inde et du Népal.